# لوغو (لغة برمجة)
لوغو (بالإنجليزية: Logo)‏ هي لغة برمجة تعليمية، صممت في عام 1967 من طرف دانيال بوبراو، والي فورزي، سيمور بابرت وسينثيا سولومان. كلمة «لوغو» مشتقة من الكلمة اليونانية «لوغوس» وهي تعني «الفكر».
لوغو هي إحدى لغات البرمجة التعليمية الخاصة بالاطفال وقد صممت خصيصا من أجل الأطفال وتعوديهم منذ الضغر على التفاعل مع الحاسوب فكرتها عبارة عن سلحفاة صغيرة صغيرة ممثلة بسهم أبيض تتحرك على الشاشة راسمة خطوط مستقيمة ويمكن التحكم بها بعدة كلمات بسيطة وهي لغة سلسة جدا.
ظهرت لغة لوغو لأول مرة عام 1950م عندما أنشئ جاري والتر وهو عالم متخصص بالعلوم آلة صغيرة تشبه الروبوت وقام والتر ببرمجتها بحيث تحاكي ما تنفذه السلحفاة فعندما تضعف بطاريتها تنظر إلى طعامها الكهرباء وقد أطلق والتر على ذلك الروبوت اسم السلحفاة لأن شكله كان يشبه السلحفاة كما أنه زوده بدرع يشبه درع السلحفاة ليحمي الأجهزة والدوائر الكهربية الداخلية وفي عام 1960 م قام سيمور بابرت وزملائه في معهد ماساشيتوس التكنولوجي ببناء روبوت على شكل سلحفاة مشابه لما قام به والتر ولكنهم رغبوا في أن يبرمج الأطفال تلك السلحفاة وليس العلميين - بالنسبة للسلحفاة الأولى- ومن ثم صمموا لغة جديدة تسمي لغة اللوغو وجعلوا تلك اللغة سهلة التعلم من جانب الأطفال حيث يمكنهم برمجة حركة السلحفاة وهدفت لوجو لتزويد الأطفال بطرقة جديدة للعب والتعلم مع الأفكار الرياضية.
بعض أوامر لغة لوغو الأساسية وهي مختصرة لكلمات باللغة الانجليزية:
بالنسبة للحركة:
Forward : تحرك السلحفاة 100 خطوة للأمام	FD 100
Back: تحرك السلحفاة 100 خطوة للخلف	BK 100
بالنسبة للدوران:
Right: استدارة السلحفاة 90 درجة مع عقارب الساعة (لليمين)	RT 90
Left: استدارة السلحفاة 90 درجة عكس عقارب الساعة (لليسار)	LT 90
مسح محتويات نافذة الرسم والعودة إلى وضع جديد	es
عدم إظهار خط سير السلحفاة أثناء الحركة	PU
إعادة إظهار خط سير السلحفاة أثناء الحركة	PD
إعادة الإجراء بين الحاصرتين 3 مرّات	REPEAT3 […].
هناك أكثر من 196 نسخة من لغة لوغو ك MSWlogo, Xlogo, Logoplus, ....
مثال في النسخة الفرنسية LOGOPLUS
َAVANCE : تحرك السلحفاة 100 خطوة للأمام	AV 100
RECULE: تحرك السلحفاة 100 خطوة للخلف	RE 100
TOURNEDROITE: استدارة السلحفاة 90 درجة مع عقارب الساعة (لليمين)	TD 90
TOURNEGAUCHE: استدارة السلحفاة 90 درجة عكس عقارب الساعة (لليسار)	TG 90
مثال رسم مربع ضلعه يساوي 100 باستعمال LOGOPLUS

LOGOPLUS